# Рух сприяння територіальній обороні України
Рух сприяння територіальній обороні України (РСТОУ) — всеукраїнська громадська спілка. Некомерційна та  позапартійна громадська ініціатива, яка виникла в результаті співпраці громадських об’єднань, військово-патріотичних організацій та ініціатив, центрів початкової військової підготовки, та громадських активістів з метою сприяння територіальній обороні України.

## Історія
13 жовтня 2015 року, напередодні Дня захисника України, військово-патріотичні організації заснували “Рух сприяння територіальній обороні України”. До складу громадської спілки увійшли організації, які займаються військовою та допризовною підготовкою чоловіків та жінок, молоді та дітей, мобілізованих та військовиків-добровольців. Серед засновників та ініціаторів Руху сприяння територіальній обороні України є великі загальноукраїнські структури, такі, як Український Легіон, Національна скаутська організація України Пласт, Молодіжний клуб Джура, Молодіжний націоналістичний конгрес а також дещо менші, але не менш ефективні організації Центр спеціальної тактичної підготовки «БІЛИЙ ВОВК», Українська резервна армія та Українська жіноча варта, Дарницька громадська варта, а також тренувальний загін “Десна”, представники загонів територіальної оборони Печерського й Святошинського районів м. Києва та міста Бровари, серед цих представників також український активіст, волонтер Хаврук Олег Васильович . 
Протягом двох років існування до лав РСТОУ приєднувалися нові організації з Київської, Тернопільської та Черкаської областей України та м. Києва і станом на січень 2018 рік до Руху входить 33 громадських об’єднання.[джерело?]
Також Рух активно співпрацює з дружніми організаціями, що переймаються проблема територіальної оборони, з інших областей України.[джерело?]
Стратегічною метою руху, згідно Меморандуму, учасники встановили створення в Україні потужного громадського інституту територіальної оборони України, запровадження масової військової підготовки громадян з метою підвищення обороноздатності країни, налагодження всебічної підтримки та співпраця громадськості з державними інституціями в сфері територіальної оборони України.
На прес-конференції, присвяченій підписанню Меморандуму засновниками, був присутній начальник управління територіальної оборони Головного оперативного управління Генерального Штабу збройних сил України Косяк Ігор Анатолієвич, який позитивно оцінив створення Руху і виразив готовність до співпраці.
Засновники Руху висловили впевненість, що спільними зусиллями громадськості та ефективно співпрацюючи із Міністерством Оборони, державними адміністраціями та місцевими громадами вже найближчим часом можна побудувати потужну систему територіальної оборони, яка відіб'є охоту будь-яким загарбникам ступати на землю України, адже кожен громадянин України зможе стати реальним захисником свого дому, району, області та України в цілому.
Координаційна Рада Руху вивчила позитивний досвід територіальної оборони Естонії, Литви  Британії, Польщі, Латвії, Швейцарії, США і прийшла до висновку, що Україна має величезний потенціал створення сил територіальної оборони, які убезпечать всіх громадян України і припинять агресивні зазіхання з боку Росії. Ми переконані, що належно-функціонуючий громадянський інститут територіальної оборони, під керівництвом Генерального штабу, є потужним фактором стримування агресії навіть зі сторони ядерної держави.
На даний момент[коли?] Рух ефективно співпрацює з Генеральним штабом ЗСУ на підставі підписаного між РСТОУ та Начальником Генерального штабу Меморандуму про співпрацю. Крім того, Рух представлений делегатами від усіх організацій-учасників у робочій групі з питань територіальної оборони, створеній при Раді національної безпеки та оборони України.[джерело?]
На міжнародному рівні Рух СТОУ провів ряд презентацій для військових аташе країн НАТО, а також підтримує постійні стосунки із організаціями, які складають основу територіальної оборони в країнах-союзниках. Зокрема, представники Руху вивчили досвід Союзу оборони Естонії та Сил оборони Литви під час робочих поїздок, активно беруть участь у спільних заходах з Силами територіальної оборони Польщі та Союзом стрільців Литви.[джерело?]
За час роботи Руху було власними силами, без залучення бюджетних коштів, організовано та проведено в околицях Києва декілька масштабних навчань підрозділів територіальної оборони. Спільно з Генеральним штабом розроблено та впроваджено інструкцію по роботі РВК з громадськими організаціями та зміни до ряду законодавчих актів України. В тому числі й завдяки діяльності об'єднання, поняття тероборони вперше з’явилося у стратегічному оборонному бюлетені. РСТОУ є членом реанімаційного пакету реформ, де активно працює у групі «Національна безпека та оборона».[джерело?]

### Відео
- Рух сприяння територіальній обороні України [Архівовано 2 січня 2022 у Wayback Machine.]// Ютюб